# Артемиха (Тверская область)
Артемиха — деревня в Сандовском муниципальном округе Тверской области России. До 2020 года входила в состав упразднённого Большемалинского сельского поселения.

## География
Деревня Артемиха расположена к югу от посёлка городского типа Сандово (административный центр муниципального округа), при автодороге 28Н-1372, на открытой местности недалеко от лесов. Ближайший населённый пункт — деревня Большое Малинское, центр сельского поселения. Неподалёку протекает безымянный водоток. Абсолютная высота над уровнем моря 132 метра.

### Климат
Большее число осадков выпадает летом, в июне. Большинство дней со сплошной или частичной облачностью. Зимы суровые, много морозных дней. Максимальная возможная скорость ветра свыше 61 км/ч. Ветры дуют преимущественно с юго-запада.

### Часовой пояс
Деревня Артемиха, как и вся Тверская область, находится в часовой зоне МСК (московское время). Смещение применяемого времени относительно UTC составляет +3:00.

## История
Деревня Артемиха основана до 1853 года, когда она была впервые нанесена на карту А. И. Менде Тверской губернии. Тогда в ней уже было 6 дворов. В 1859 году здесь (тогда деревня Весьегонского уезда Тверской губернии) учтено 53 жителя, при деревне был колодец. Во время коллективизации в деревне организовали колхоз «Имени М. И. Калинина», где трудились жители. В 1941 году учтено 20 дворов, в 1978 году проживало 35 человек.

## Население
| 2010 |
| ---- |
| 10   |

### Национальный состав
Согласно результатам переписи 2002 года, в национальной структуре населения русские составляли 94 % из 18 чел.

## Инфраструктура
Улиц в деревне нет, есть только несколько домов с номерами. Деревня обслуживается почтовым отделением в Большом Малинском. Есть автобусное сообщение с рядом других населённых пунктов, ходит автобус по маршруту «Сандово — Пожарье».